# Campionati del mondo di ciclismo su pista 2019 - Americana maschile
La gara americana maschile ai Campionati del mondo di ciclismo su pista 2019 si è svolta il 3 marzo 2019 su un percorso di 200 giri per un totale di 50 km/h con sprint intermedi ogni 10 giri, di cui l'ultimo con punti doppi. La vittoria andò alla squadra tedesca che concluse il percorso con il tempo di 50'38" alla media di 59,243 km/h.
Presero parte alla competizione 18 squadre nazionali, delle quali 17 completarono la gara.

## Podio
| Pos.    | Atleta                                 | Nazionalità |
| ------- | -------------------------------------- | ----------- |
| Oro     | Roger Kluge Theo Reinhardt             | Germania    |
| Argento | Lasse Norman Hansen Casper von Folsach | Danimarca   |
| Bronzo  | Kenny De Ketele Robbe Ghys             | Belgio      |

## Risultati
| Posizione | Atleti                                    | Nazione       | Punti giri | Punti sprint | Totale |
| --------- | ----------------------------------------- | ------------- | ---------- | ------------ | ------ |
| 1         | Roger Kluge Theo Reinhardt                | Germania      | 60         | 45           | 105    |
| 2         | Lasse Norman Hansen Casper von Folsach    | Danimarca     | 60         | 24           | 84     |
| 3         | Kenny De Ketele Robbe Ghys                | Belgio        | 60         | 22           | 82     |
| 4         | Leigh Howard Cameron Meyer                | Australia     | 40         | 31           | 71     |
| 5         | Albert Torres Sebastián Mora              | Spagna        | 20         | 20           | 40     |
| 6         | Benjamin Thomas Bryan Coquard             | Francia       | 20         | 12           | 32     |
| 7         | Ethan Hayter Oliver Wood                  | Gran Bretagna | 20         | 11           | 31     |
| 8         | Wojciech Pszczolarski Daniel Staniszewski | Polonia       | 20         | 11           | 31     |
| 9         | Simone Consonni Michele Scartezzini       | Italia        | 0          | 17           | 17     |
| 10        | Robin Froidevaux Nico Selenati            | Svizzera      | 0          | 14           | 14     |
| 11        | Mark Downey Felix English                 | Irlanda       | 0          | 7            | 7      |
| 12        | Andreas Graf Andreas Müller               | Austria       | 0          | 6            | 6      |
| 13        | Raman Ciškoŭ Jaŭhen Karalëk               | Bielorussia   | 0          | 3            | 3      |
| 14        | Leung Chun Wing Cheung King Lok           | Hong Kong     | 0          | 2            | 2      |
| 15        | Daniel Holloway Adrian Hegyvary           | Stati Uniti   | 0          | 2            | 2      |
| 16        | Artur Eršov Viktor Manakov                | Russia        | −40        | 1            | −39    |
| 17        | Ivo Oliveira Rui Oliveira                 | Portogallo    | −60        | 3            | −57    |
| -         | Park Sang-hoon Im Jaeyeon                 | Corea del Sud | −60        | DNF          | DNF    |

 Nota: DNF ritirati